# The Call of Cthulhu (film)
The Call of Cthulhu är en amerikansk stumfilm från 2005, som bygger på H.P. Lovecrafts berättelse Cthulhu (1928; The Call of Cthulhu på engelska). Filmen är producerad av Sean Branney och Andrew Leman och distribueras av H.P. Lovecraft Historical Society. Filmen är den första filmatiseringen av den kända Lovecraft-berättelsen och använder sig av Mythoscope som är en blandning av gammal och modern filmteknik för att framkalla känslan av en autentisk 1920-talsfilm.

## Handling
Filmen följer Lovecrafts berättelse mycket noggrant med endast ett fåtal ändringar. I början av filmen finns en scen som påvisar att berättarens farfars bror kände till skeppet Alerts resa till R'lyeh, men i Lovecrafts berättelse upptäcker berättaren detta själv. Besättningen på skeppet Emma stöter på en övergiven Alert till sjöss, istället för att skeppet är beslagtaget av Cthulhu-kultister som i originalberättelsen. I filmen är även berättaren (Matt Foyer) närvarande vid sin farfars brors död, som stilla avlider i sömnen, istället för att bli åkallad vid farfaderns brors mystiska död, som antas ha dödats av Cthulhu-kultister enligt originalberättelsen.
Berättaren noterar vidare att inspektör Legrasse, som ledde razzian mot kultisterna i Louisianas avlägsna skogstrakter, dog innan berättarens undersökningar påbörjades.

## Om filmen
Tidigt under produktionen bestämde Branney och Leman att filmen skulle vara en svartvit stumfilm. Den officiella filmsajten på Internet hävdar att detta val gjordes för att fånga känslan av att filmen skulle vara gjord 1926. När filmen släpptes på DVD förklarade även producenterna att filma i svartvitt även hade andra fördelar. Under svartvit filmatisering behöver filmmakarna inte ta någon större hänsyn till att göra kulisserna alltför trovärdiga eftersom färger inte kommer synas i den färdiga produkten.

## Premiär
Filmen är för närvarande släppt som DVD. Den har även visats på flera filmfestivaler, bland andra Nordamerikas största, Seattle International Film Festival 2006, där båda visningarna var fullsatta delvis på grund av de goda recensionerna i den lokala tidningen The Stranger.
Trots att många anser Lovecrafts berättelse som "ofilmbar" har filmen fått mycket god kritik. Paul di Filippo på den elektroniska tidningen Science Fiction Weekly kallade den till och med "den bästa HPL-filmatiseringen till dags dato".